# (436724) 2011 UW158
2011 يو دابليو 158 (ويعرف أيضًا باسم (436724) 2011 يو دابليو 158 وفق تسمية الكوكب الصغير) (بالإنجليزية: 2011 UW158)‏ هو كويكب ضمن حزام الكويكبات؛ وترتيبه 436724 من حيث الاكتشاف.
اكتُشف هذا الجُرم الفلكي بواسطة مرصد هاليكالا في 25 أكتوبر 2011.

## وصلات خارجية
- (436724) 2011 UW158 في قاعدة بيانات مختبر الدفع النفاث لأجرام النظام الشمسي الصغيرة

- الاكتشاف · مخطط المدار ·  العناصر المدارية · المعلمات المادية

- (436724) 2011 UW158 على موقع ويكي سكاي: DSS2, SDSS, GALEX, IRAS, Hydrogen α, X-Ray, Astrophoto, Sky Map, Articles and images